# The Mighty Mighty Bosstones
The Mighty Mighty Bosstones to amerykańska ska punkowa grupa z Bostonu.
Grupa, założona w 1983, jest uznawana za jednego z twórców ska-core, gatunku która łączy elementy third wave ska i hardcore punku. Wydała siedem albumów długogrających, trzy EP-ki oraz jeden live-album tuż przed ogłoszeniem zawieszenia działalności w grudniu 2003. Członkowie zespołu zeszli się ponownie jesienią 2007 i zagrali pierwszy raz od czterech lat w bostońskim klubie Middle East. W grudniu 2007 wydali kompilację Medium Rare, ich pierwszą publikację od wznowienia działalności.

## Skład
- Dicky Barrett - wokal
- Joe Gittleman - gitara basowa
- Tim "Johnny Vegas" Burton - saksofon
- Ben Carr - menadżer, tancerz i "Bosstone"
- Joe Sirois - perkusja
- Kevin Lenear - saksofon
- Lawrence Katz - gitara
- Chris Rhodes - puzon

## Dyskografia
- Devil's Night Out (1989)
- More Noise and Other Disturbances (1991)
- Don't Know How to Party (1993)
- Question the Answers (1994)
- Let's Face It (1997)
- Pay Attention (2000)
- A Jackknife to a Swan (2002)
- Pin Points & Gin Joints (2009)
- The Magic of Youth (2011)
- While We're at It (2018)
- When God Was Great (2021)